# 野本基員
野本 基員（のもと もとかず）は、平安時代後期から鎌倉時代前期にかけての武士・御家人。野本氏の家祖とされる人物である。

## 生涯
藤原鎌足の末裔。
基員は鎌倉時代に御家人として源頼朝の信頼をうけ、武蔵国比企郡野本（現在の埼玉県東松山市下野本）の地に居住し野本左衛門尉を称した。『吾妻鏡』には、基員が建久4年（1193年）に頼朝の前で息子の元服式を行い祝いに宝を貰ったり、建久6年（1195年）幕府の命により相模の大山阿夫利神社へ頼朝の代参をつとめた記載がある。『曽我物語』には、「野本の人々」が建久4年（1193年）に源頼朝の北関東の狩猟の際に、武蔵国大蔵宿で頼朝の警固を行った記載がある。また同時期の建永元年（1206年）6月16日付けの後鳥羽上皇院宣によると、基員は越前国河口荘の地頭職を停止させられており、越前国にも所領を持っていたことがわかる。後に、基員の実子である範員に河口荘は継承されている。
また、野本の地は、延喜15年（915年）、鎮守府将軍藤原利仁が館を構えたと言われており、現在も残る館跡のすぐ隣に前方後円墳があり、ここに利仁神社が建立されていることから、藤原利仁の末裔でもある基員が、この地で利仁をまつり生活していたものと推測される。しかし、この古墳の築造時期は、5世紀末～6世紀初頭と考えられており、藤原利仁の時代よりもはるかに昔のものであり、真の埋葬者は不明である。
基員は、源義経の義兄弟である下河辺政義の子である時員を養子としている。この野本時員は、『吾妻鏡』によると六波羅探題在職中の北条時盛の内挙により能登守に就任したり、摂津国の守護（1224年 - 1230年）にも就任している。時員の弟（同じく基員の養子）である時基（ときもと）は、押垂を名乗り押垂氏の祖となった。押垂は、現在の埼玉県東松山市の野本の隣の地名である。
野本氏は、藤原氏の末裔であり武蔵国の地名に由来するが、13世紀後半には武蔵国に関する記録からは忽然と消えてしまう。しかし、五味文彦は、『吾妻鏡』における前述の野本斎藤基員の子の元服記事（建久4年（1193年））に着目し、時の権力者北条氏以外の御家人で元服記事が『吾妻鏡』に採用されているのは、『吾妻鏡』の編纂された時期に、野本氏が鎌倉幕府の中枢にいた『吾妻鏡』の編纂者と特別な関係にあったことを推定している。